# Авантуре Робина Худа (роман)
Авантуре Робина Худа (енгл. The Merry Adventures of Robin Hood) је роман америчког писца и илустратора Хауарда Пајла, који је саставио традиционалне баладе о Робину Худу као низ епизода кохерентног наратива. За дијалог својих ликова, Пајл је прилагодио касни средњеенглески језик балада на дијалект погодан за децу.
Роман је значајан по томе што је тематику Робина Худа, који је постајао све популарнији током 19. века, повео у новом правцу који је утицао на касније писце, уметнике и филмске ствараоце током 20. века.

## Радња
Током владавине краља Хенрија II у Енглеској, Робин Худ је живахни 18-годишњак, вешт стреличар и мачевалац. Путујући на такмичење у стреличарству, он улази у сукоб са неколико старијих шумара. Као део опкладе, он успева да устрели јелена који (њему непознато) припада краљу и, још озбиљније, испали стрелу у знак одмазде у једног од шумара и убије га. Робин је осуђен на живот одметника. Током наредне године, он се крије у Шервудској шуми у близини Нотингема и око себе окупља више од стотину пратилаца — своју „Веселу дружину”.
Робин и његова Весела дружина — укључујући живописне фигуре као што је Мали Џон, његова десна рука — проводе дане такмичећи се у стреличарству и борби штаповима, ловећи, правећи гозбе и тражећи авантуре. Робин постаје познат као доброћудни пљачкаш на главним путевима, који краде вишак новца од богатих и моћних и даје сиромашнима. Иако увек спреман за борбу, Робин је подједнако спреман да се спријатељи са својим противницима. На овај начин, Весела дружина повећава своје редове и постаје познати широм Енглеске по својим подвизима, због чега су често принуђени да се преруше када се усуде да оду изван Шервудске шуме како не би били ухваћени. Они проналазе свог главног противника у сплеткарском и огорченом шерифу од Нотингема, чији константни покушаји да ухвати Робина Худа остају неуспешни.
Када шериф једном приликом одржи такмичење у стреличарству, десна рука Робина Худа, Мали Џон, прерушен учествује на надметању. Шериф је толико импресиониран његовом вештином да позива Малог Џона у своју службу. Овај прихвата и ужива у слободном животу док ради за шерифа. Међутим, почињу да му недостају пријатељи у Шервудској шуми и враћа се, успут укравши шерифово сребрнину. Робин Худ грди Малог Џона што је украо од некога ко му није учинио неправду, па Мали Џон доводи шерифа у Шервудску шуму, где му Робин враћа отето сребро.
Кад једном приликом Мали Џон пође да обави задатак, Робин Худ га прати, претпостављајући да ће скренути са курса. Робин посматра како се Мали Џон бори са кожаром по имену Артур а Бленд, који надјачава Малог Џона. Робин Худ је импресиониран Артуром и позива га да се придружи њиховој дружини. Док њих тројица настављају своје путовање кроз шуму, наилазе на човека обученог у елегантну одећу и покушавају да га опљачкају. Међутим, откривају да је он Робин Худов нећак, који бежи од закона након што је случајно убио очевог надзорника. Робин даје свом нећаку ново име, Вил Скарлет, и позива га да се придружи њиховој дружини. Њих четворица потом наилазе на Миџа, млинаревог сина, са којим поигравају претварајући се да желе да га опљачкају. Међутим, овај успева да их надмудри, привремено их заслепевши бацајући им брашно у лице. Када се Робин Худ разоткрије, Миџ се такође придружује њиховој дружини.
Касније, дружина проналази минстрела по имену Алан а Дејл, чија се љубав, Елен, спрема да се уда за неког другог. Робин се обавезује да ће помоћи Алану и Елен. Он проналази фратра који ће их венчати, фратра Така, и прекида церемонију венчања. Алан и Елен су венчани, а фратар Так се придружује дружини Робина Худа.
Најзад, слава Робина Худа привлачи пажњу краљице Елеоноре, која га позива да учествује на стреличарском надметању у Лондону. Тамо, он и његова Весела дружина осваја награду, али и гнев краља Хенрија, који шаље своје људе за њима да их ухвате. Робинова дружина бежи кроз разне смицалице и, уз краљичино посредовање, зарађују краљев благослов да се врате кући у Шервудску шуму.
Када, после Хенријеве смрти, вољени Ричард Лављег Срца дође на престо, он нуди помиловање Робину и његовој дружини и чини их члановима краљевске пратње. Робин постаје Роберт, ерл од Хантингдона и бори се уз краља у крсташком рату.
Краљ Ричард умире у сукобу, а наслеђује га његов брат Џон, који је мање наклоњен према Робину Худу, посебно након што је овај одлучио да се врати у Шервудску шуму и настави свој живот одметника. Окршај између Робина и краљевих људи резултира смрћу шерифа од Нотингема и баца Робина у дубоку депресију и грозницу.
Робин тражи савет своје рођаке, приориткиње од Кирклиса, за помоћ у лечењу своје грознице пуштањем крви. Желећи да склони Робина с пута због опасности коју он представља, она отвара вену која води право до Робиновог срца. Мали Џон жури да спаси Робин, али је већ прекасно. Након што је испалио последњу стрелу, Робин умире у наручју Малог Џона − али његови подвизи настављају да живе дуго после њега.

## Развој и значај
Хауард Пајл је слао илустроване песме и бајке у њујоршке публикације од 1876. године и постигао је успех у том формату. Авантуре Робина Худа биле су први роман који је покушао да напише. Свој материјал је узео из средњовековних балада и уткао их у кохезивну причу, мењајући их ради кохерентности и укуса своје дечје публике. На пример, он је укључио баладу „Робин Худ и фратар у мантији” усред препричавања баладе „Робин Худ и Алан а Дејл” како би увео лик фратра Така у причу, пошто му је био потребан кооперативан свештеник који би венчао одметника Алана а Дејла и његову драгу Елен. У оригиналној балади „Гост Робина Худа”, витез спасава живот анонимном рвачу који је победио у борби, али је било извесно да ће бити убијен јер је био странац. Пајл ју је прилагодио и дао рвачу идентитет Дејвида од Донкастера, једног члана Робинове дружине у причи „Робин Худ и златна стрела”. У својој обради прича за форму романа, Пајл је тако развио неколико ликова који су били поменути само у једној балади, попут Дејвида од Донкастера или Артура а Бленда.
Пајлова књига је наставила тренд из 19. века приказивања Робина Худа као херојског одметника који пљачка богате да би нахранио сиромашне; овај приказ је у супротности са Робином Худом из балада, где је протагониста отворени преварант, чији су злочини мотивисани личном добити, а не политиком или жељом да помогне другима. На пример, он је модификовао баладу из касног 17. века, „Робин Худов напредак до Нотингема”, мењајући је од Робина који је убио четрнаест шумара јер нису испоштовали опкладу до Робина који се бранио од покушаја да га убије један од шумара. Пајл је натерао Робина да убије само једног човека, који је први пуцао на њега. Промењене су приче у којима Робин из заседе краде све што би носио неки путник, као што приповеда балада из касног 18. века, „Робин Худ и бискуп од Херефорда”, тако да жртва задржава трећину, а другу трећину оставља сиромашнима.
Пајл није претерано марио за историјску тачност, али је краљицу из приче „Робин Худ и краљица Катарина” преименовао у Елеонора (од Аквитаније). То ју је учинило историјски компатибилном са краљем Ричардом Лављег Срца, са којим Робин на крају склапа мир.
Роман је први пут објавила издавачка кућа Scribner's 1883. године и одмах је остварио успех, чиме је започела нова ера прича о Робину Худу. Помогао је да се учврсти имиџ херојског Робина Худа, који је започет у ранијим делима као што је роман Ајванхо Валтера Скота из 1819. године. Након Пајловог дела, Робин Худ је постао непоколебљиви добротвор који штити невине од све агресивнијих зликоваца. Заједно са објављивањем балада Френсиса Џејмса Чајлда, које су укључивале већину преживелих балада о Робину Худу, Пајлов роман је помогао у повећању популарности легенде о Робину Худу у Сједињеним Америчким Државама. Авантуре Робина Худа су такође имале утицаја на каснију књижевност за децу. То је помогло да се легенда о Робину Худу премести из домена јефтиних романа у домен поштованих књига за децу. После Пајла, Робин Худ је постао све популарнија тема за дечје књижевности: Смели Робин Худ и његова одметничка дружина Луиса Рида (1912) и Робин Худ Пола Крезвика (1917), које је илустровао Пајлов ученик Њ. К. Вајет, били су дечји романи инспирисани Пајловом делом.